# 湖北枫杨
湖北枫杨（学名：Pterocarya hupehensis）为胡桃科枫杨属下的一个种。其种加词“hupehensis ”意为“湖北的”。